# Klokani bojují
„Klokani bojují“ je česká pochodová skladba z roku 1973, která je hymnou fotbalového klubu Bohemians Praha 1905. Skladbu složil pražský klarinesta a flétnista Čestmír Preclík.
Skladba byla představena veřejnosti 20. srpna 1973 v pražském Ďolíčku při zápase proti Baníku Ostrava.
Skladba je tak nejstarší dosud používanou hymnou vrcholného fotbalového klubu v Česku.

## Další chorály
Mimo hymnu „Klokani bojují“ jsou s klubem spojeny i další skladby. Např. jsou to tradiční pochody „Zelenobílí“ a „Stadion Bohemians“. Dalším známým chorálem je píseň „Křičíme z plných plic“, která je otextována na zlidovělou melodii z hymny Baníku Ostrava Baníčku, my jsme s tebou.

## Slova
Klokani bojují, kopanou milují
hrajou ji všem lidem jenom pro radost
v tom svém malém ďolíčku
fotbalovou písničku
když hrají vždy mají jen jeden cíl
aby gól gól a zas gól gól síť rozvlnil!
Bohemka do toho!
Bohemka do toho!